# 50 West Street
50 West Street è un grattacielo ad uso residenziale costruito tra il 2013 e il 2017 a Lower Manhattan. L'edificio raggiunge un'altezza di 237 m un numero di 63 piani e 191 appartamenti. Il progetto è di Helmut Jahn, noto per la Messeturm a Francoforte.